# Masatopes milloti
Masatopes milloti là một loài bọ cánh cứng trong họ Cerambycidae.